# Safra Group
Safra Group este o rețea internațională de companii controlate de familia Safra, care cuprinde instituții bancare și financiare, operațiuni industriale, imobiliare și agroindustriale. Este prezent în SUA, Europa, Orientul Mijlociu, America Latină, Asia și Caraibe.

## Vezi și
- Joseph Safra
- Edmond Safra
- Banco Safra
- Safra National Bank of New York
- Bank Jacob Safra Switzerland